# EFCAB6
EFCAB6‏ (EF-hand calcium binding domain 6) هوَ بروتين يُشَفر بواسطة جين EFCAB6 في الإنسان.